# Don't You (Forget About Me)
Don't You (Forget About Me) è un singolo del gruppo musicale scozzese Simple Minds, pubblicato il 20 febbraio 1985 come primo estratto dalla colonna sonora del film di John Hughes The Breakfast Club.
Il brano fu scritto dal produttore Keith Forsey e da Steve Schiff (chitarrista e compositore di Nina Hagen).

## Descrizione
Keith Forsey chiese a Cy Curnin dei The Fixx, a Bryan Ferry e a Billy Idol di registrare il brano, ma tutti e tre declinarono. Schiff suggerì di proporre il brano ai Simple Minds, i quali inizialmente rifiutarono, ma in seguito all'incoraggiamento della A&M, decisero di accettare la proposta. In accordo contrattuale, il gruppo riarrangiò e registrò Don't You (Forget About Me) «in tre ore in uno studio a nord di Londra e se ne dimenticarono immediatamente.»
Continuando la direzione presa con Sparkle in the Rain ma anche con un ritorno al passato melodico synthpop, il brano portò il gruppo al top del successo commerciale, spinto anche dal successo di The Breakfast Club, divenendo un successo negli Stati Uniti e nel resto del mondo. È l'unico brano del gruppo ad aver conquistato la prima posizione della Billboard Hot 100. Nel Regno Unito si ferma in settimana posizione ma rimane in classifica per due anni, dal 1985 al 1987, una delle più lunghe permanenze nella storia della chart.
Nonostante fosse diventato un successo planetario, i Simple Minds continuarono a boicottare il brano; a dimostrazione, il non inserimento nel successivo album Once Upon a Time. Apparve solo nel 1992 all'interno della raccolta Glittering Prize 81/92.
Furono create due versioni: quella pubblicata di 4 minuti e 23 apparsa sul 45 giri e quella presente nella colonna sonora originale di The Breakfast Club. La versione completa fu pubblicata su un 12", per una lunghezza totale di 7 minuti e 18 secondi. Molte radio americane programmarono solo la versione 4:23, facendo divenire rarità la versione completa. L'etichetta UTV Records (Universal Company) incluse la versione estesa nel 2001 con l'album Pure 80's Hits di vari artisti. È anche disponibile nella compilation del 1990 Themes – Volume 2: August 82–April 85.
John Leland di Spin descrisse Don't You (Forget About Me) come «un brano dance romantico e melanconico, che perciò spezza il ghiaccio sia nei soggiorni che sulle piste da ballo.»

## Video musicale
Il videoclip fu realizzato in un'antica residenza di Knebworth nello Hertfordshire e fu diretto da Daniel Kleinman. La scenografia è inserita in una stanza oscurata e illuminata al centro, sormontata da un grande lampadario da cui inizia la ripresa. Successivamente compaiono numerosi oggetti tipicamente relegati in cantine e soffitte come un cavallo a dondolo, giocattoli, reti per materasso e scatoloni. Kerr interagisce con un jukebox e soprattutto con degli schermi televisivi che trasmettono prima immagini del gruppo - che suona ai lati della stanza - e quindi scene del film.
Curiosamente, l'abbigliamento indossato dalla band non era quello usuale ma vestiti più anonimi forniti dalla produzione per avvicinarla al taglio adolescenziale della pellicola.

## Formazione
- Jim Kerr – voce
- Charles Burchill – chitarra, tastiera
- John Giblin – basso
- Michael MacNeil – tastiera
- Mel Gaynor – batteria, percussioni
- Kenny Hyslop – batteria
- Mike Ogletree – batteria

## Classifiche

### Classifiche settimanali
| Classifica (1985)              | Posizione massima |
| ------------------------------ | ----------------- |
| Australia                      | 6                 |
| Austria                        | 5                 |
| Belgio (Fiandre)               | 2                 |
| Canada                         | 1                 |
| Francia                        | 24                |
| Germania                       | 4                 |
| Irlanda                        | 3                 |
| Italia                         | 2                 |
| Nuova Zelanda                  | 3                 |
| Paesi Bassi                    | 2                 |
| Regno Unito                    | 7                 |
| Stati Uniti                    | 1                 |
| Stati Uniti (dance club)       | 9                 |
| Stati Uniti (dance/electronic) | 7                 |
| Stati Uniti (mainstream rock)  | 1                 |
| Svezia                         | 13                |
| Svizzera                       | 8                 |

### Classifiche di fine anno
| Classifica (1985) | Posizione |
| ----------------- | --------- |
| Austria           | 28        |
| Belgio (Fiandre)  | 1         |
| Canada            | 21        |
| Germania          | 23        |
| Italia            | 6         |
| Nuova Zelanda     | 26        |
| Paesi Bassi       | 11        |
| Stati Uniti       | 16        |
| Svizzera          | 26        |

## Cover
- 1995 – Life of Agony
- 1999 – The Bouncing Souls
- 2000 – Decoy[27]
- 2001 – Billy Idol
- 2002 – Kim Wilde
- 2003 – Yellowcard
- 2006 – Gennaro Cosmo Parlato
- 2007 – New Found Glory
- 2008 – Atrocity
- 2008 – Hermes House Band
- 2012 – Victoria Justice
- 2013 – Molly Ringwald (versione jazz dedicata alla memoria di John Hughes nell'album Except Sometimes.[28])